# Fay Coyle
Francis Coyle (Derry, 1933. április 1. – Derry, 2007. március 30.) északír válogatott labdarúgó. 

## Pályafutása

### Klubcsapatban
1951-ben szülővárosa csapatában a Derry Cityben kezdte a pályafutását. 1953-ban a Coleraine igazolta le, ahol öt éven keresztül játszott. 1958-ban kis ideig a Nottingham Forestben szerepelt, de mindössze három mérkőzésen lépett pályára. 1958 és 1963 között a Coleraine játékosa volt. 1963 és 1966 között a Derry Cityben játszott, melynek tagjaként megnyerte az északír bajnokságot és az északír kupát.  

### A válogatottban
1955 és 1958 között 4 alkalommal szerepelt az északír válogatottban. Részt vett az 1958-as világbajnokságon, ahol az Argentína elleni csoportmérkőzésen kezdőként kapott lehetőséget. A Csehszlovákia, az NSZK és a Franciaország elleni mérkőzésen nem lépett pályára.

## Sikerei, díjai
Derry City FC
- Északír bajnok (1): 1964–65
- Északír kupagyőztes (1): 1963–64